# Roc de Mallorca

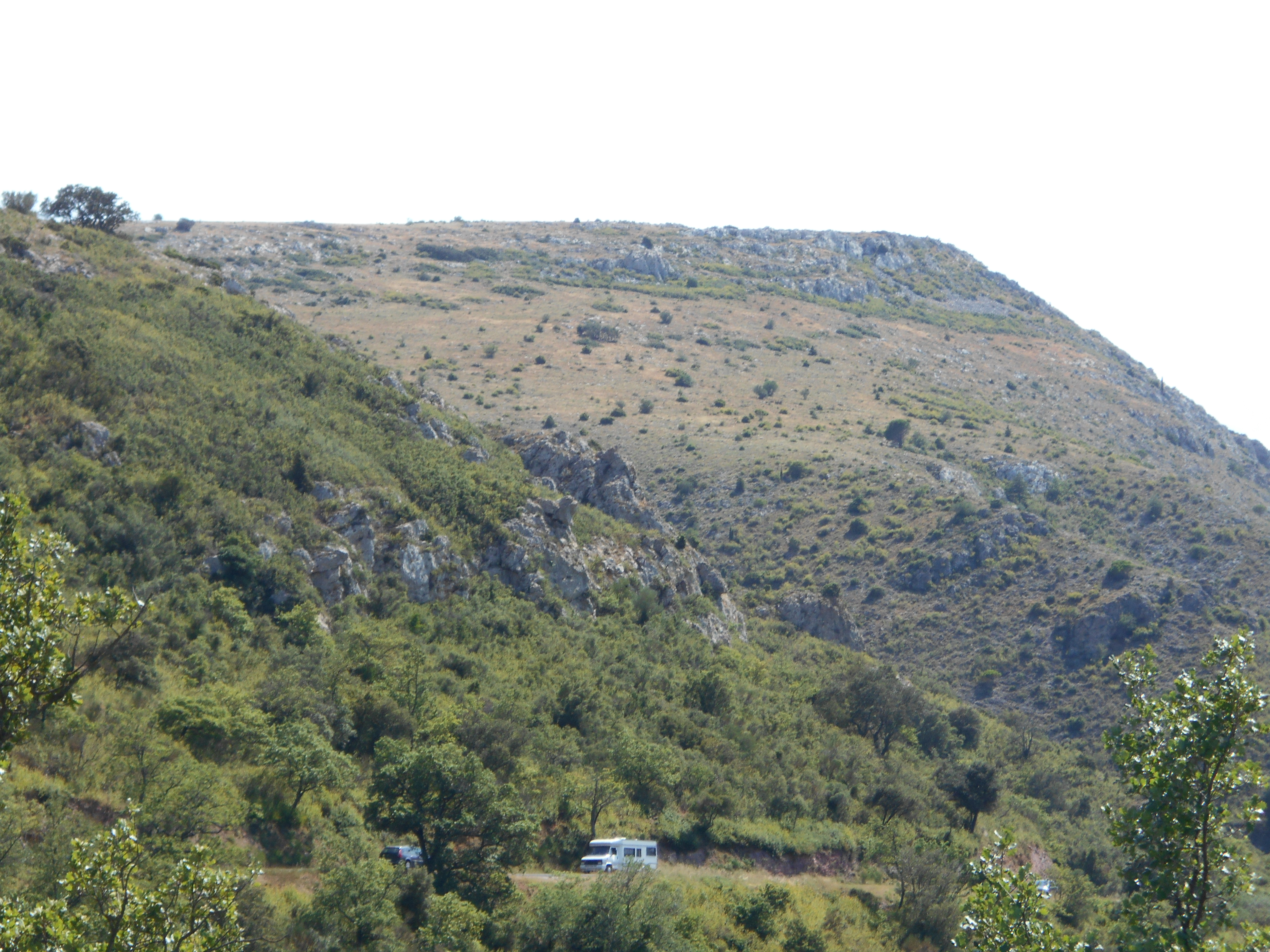
El Roc de Mallorca des de la carretera de Tuïr a Castellnou

El Roc de Mallorca és un cim de 443 m alt del terme comunal rossellonès de Castellnou dels Aspres, a la Catalunya Nord.
Està situat al sud i damunt mateix del poble de Castellnou dels Aspres. Estava coronat per una torre des de la qual s'havien llançat atacs al poble i castell de Castellnou
Aquest cim esta inclòs a la Llista dels 100 cims de la FEEC, cosa que l'ha fet ruta freqüent d'itineraris excursionistes.